# L'Homme au sang bleu
L'Homme au sang bleu est un roman policier français de Léo Malet, paru en 1945 aux éditions S.E.P.E. Il s’agit du troisième roman de la série ayant pour héros le détective Nestor Burma.

## Résumé
Le 25 juillet 1938, le train dans lequel voyage Nestor Burma arrive en gare de Cannes, où le détective est le témoin d'une fusillade impliquant la bande de Chichi-Fregi. Après cet incident, Burma prend ses quartiers à l'Hôtel du Cirque où l'accueille René Leclercq, ancien collaborateur occasionnel de l'agence Fiat Lux. Il a quitté Paris après avoir reçu une lettre d'appel au secours envoyée par le comte Pierre de Fabrègues. Mais le lendemain, quand il arrive au domicile de l'aristocrate, il apprend que son client s'est suicidé dans la nuit. Sur place, le commissaire Pellegrini et un inspecteur monégasque de la brigade des jeux apprennent à Burma que Fabrègues, quelques jours auparavant, avait été surpris avec des faux billets au Casino de Monte-Carlo. L'homme au sang bleu est-il un faux-monnayeur ou un innocent dont on s'est servi pour diffuser de la fausse monnaie ?
Arrivé de Montpellier, Robert de Fabrègues, le frère de la victime, tient à faire toute la lumière sur cette énigme et engage Nestor Burma, qui fait venir de Paris sa secrétaire Hélène pour l'assister. Le détective découvre bientôt que le comte avait développé une passion folle pour une certaine Raymonde Saint-Carmin. Or, l'entourage peu recommandable de cette femme de lettres semble lié à des faux-monnayeurs qui n'aiment guère que l'on mette le nez dans leurs affaires, car Burma essuie assez vite une tentative d'assassinat et voit les cadavres se multiplier au fil de ses investigations.

## Éditions
- S.E.P.E., Le Labyrinthe, 1945
- Marabout, Bibliothèque Marabout no 1058, 1978
- Fleuve noir, Les Nouveaux Mystères de Paris no 17, 1984
- Éditions Robert Laffont, collection Bouquins, 1986 ; réédition en 2006
- 10-18, Grands détectives no 1990, 1989
- Fleuve noir, Les Aventures de Nestor Burma no 3, 1990

## Adaptations

### À la télévision
- 1993 : L'Homme au sang bleu, épisode 1, saison 3, de la série télévisée française Nestor Burma réalisé par Alain Schwarzstein, adaptation du roman éponyme de Léo Malet, avec Guy Marchand dans le rôle de Nestor Burma.

### En bande dessinée
- L'Homme au sang bleu de Léo Malet, adapté par le dessinateur Emmanuel Moynot, d'après l'univers de Jacques Tardi, Paris, Casterman, 2017[1]  (ISBN 978-2-203-12216-1)

## Sources
- Jacques Baudou (dir.), Les Nombreuses Vies de Nestor Burma, Nantes, Les Moutons électriques, coll. « La Bibliothèque rouge no 18 », 2010, 333 p. (ISBN 978-2-36183-003-8, OCLC 670472170), p. 61-63.
- Francis Lacassin, Sous le masque de Léo Malet, Nestor Burma, Amiens, Encrage, coll. « Portraits » (no 4), 1991 (ISBN 978-2-906-38932-8, OCLC 406670086), p. 28-30
- Jean Tulard, Dictionnaire du roman policier : 1841-2005. Auteurs, personnages, œuvres, thèmes, collections, éditeurs, Paris, Fayard, 2005, 768 p. (ISBN 978-2-915793-51-2, OCLC 62533410), p. 354.